# Космическая геодезия
Космическая геодезия — наука, изучающая использование результатов наблюдений искусственных и естественных спутников Земли для решения научных и научно-технических задач геодезии. Наблюдения выполняют как с поверхности планеты, так и непосредственно на спутниках. Космическая геодезия получила широкое развитие с момента запуска первого искусственного спутника Земли (ИСЗ).

## История

### Первые шаги (1957—1970)
Развитие космической геодезии началось с момента запуска первого «Спутника» в 1957 году. Наблюдения с помощью «Эксплорера-1» и «Спутника-2» в 1958 году позволили точно определить сжатие Земли. В 1960-х годах был запущен доплеровский спутник Transit-1B и спутники-баллоны Echo 1, Echo 2 и PAGEOS. Первым специализированным геодезическим спутником был ANNA-1B, созданный совместными усилиями НАСА, Министерства обороны и других гражданских агентств. На борту ANNA-1B было установлено устройство осуществляющее измерение больших расстояний путем сравнения фаз с помощью SECOR-метода(последовательное сопоставление расстояний). Эти миссии привели к точному определению ведущих сферических гармонических коэффициентов геопотенциала, общей формы геоида и связали мировые геодезические системы координат.
Советские военные спутники выполняли геодезические миссии для помощи в наведении на цель межконтинентальных баллистических ракет в конце 1960-х — начале 1970-х годов.

### Создание Всемирной геодезической системе (1970—1990)
Спутниковая система Transit широко использовалась для доплеровской съёмки, навигации и определения местоположения. Наблюдение за спутниками в 1970-х годах с помощью всемирных сетей триангуляции позволило создать Всемирную геодезическую систему. Разработка GPS в США в 1980-х годах позволила осуществлять точную навигацию и определение местоположения и вскоре стала стандартным инструментом в геодезии. В 1980-х и 1990-х годах спутниковая геодезия начала использоваться для мониторинга геодинамических явлений, таких как движение земной коры, вращение Земли и движение полюсов.

### Современная эпоха (1990-настоящее время)
В 1990-х годах основное внимание уделялось созданию постоянных геодезических сетей и систем координат. В 2000-х годах для измерения гравитационного поля Земли были запущены специальные спутники, такие как CHAMP, GRACE и GOCE.

## Задачи космической геодезии
1. Создание на основе космических методов глобальной инерциальной системы отсчёта, основанной на положении внегалактических источников.
2. Создание общеземной системы отсчёта.
3. Оперативное координатно-временное обеспечение земных объектов посредством глобальных навигационных спутниковых систем.
4. Координатно-временное обеспечение космических полётов.
5. Изучение гравитационного поля Земли, Луны и планет с использованием спутниковых измерений.
6. Изучение фигуры Земли, Луны и планет с использованием спутниковых измерений.

## Методы космической геодезии

### Методы связи Земля — космос (слежение за спутниками)

#### Радиотехнические наблюдения ИСЗ
Глобальные навигационные спутниковые системы — это специализированные службы радиопозиционирования, которые могут определять местоположение приемника с точностью до нескольких метров. Наиболее известная система, GPS, состоит из созвездия 31 спутника (по состоянию на декабрь 2013 года) на высоких 12-часовых круговых орбитах, распределенных в шести плоскостях с наклонениями 55°. Принцип определения местоположения основан на трилатерации. Каждый спутник передает точную эфемериду с информацией о своем положении и сообщение с точным временем передачи. Приемник сравнивает время передачи со своими часами в момент приема и умножает разницу на скорость света, получая «псевдодальность». Для получения точного времени и определения местоположения приемника с точностью до нескольких метров необходимо четыре псевдодальности. Более сложные методы, такие как кинематический метод реального времени (RTK), позволяют получить положение с точностью до нескольких миллиметров.
В геодезии ГНСС используется как экономичный инструмент для съемки и получения точного времени. Она также применяется для мониторинга вращения Земли, полярного движения и динамики земной коры. Наличие сигнала GPS в космосе также делает его пригодным для определения орбиты и слежения за спутниками.

#### Доплеровские методы
Доплеровское позиционирование предполагает регистрацию доплеровского сдвига радиосигнала стабильной частоты, излучаемого со спутника, по мере приближения и удаления от наблюдателя. Наблюдаемая частота зависит от радиальной скорости спутника относительно наблюдателя, которая ограничена орбитальной механикой. Если наблюдателю известна орбита спутника, то по записи доплеровского профиля можно определить его положение. И наоборот, если положение наблюдателя точно известно, то орбита спутника может быть определена и использована для изучения гравитации Земли. В системе DORIS наземная станция излучает сигнал, а спутник принимает.

#### Оптическая триангуляция
В оптической триангуляции спутник может использоваться как очень высокая цель для триангуляции и может быть использован для определения геометрического соотношения между несколькими станциями наблюдения. Оптическая триангуляция с помощью камер BC-4, PC-1000, MOTS или Baker Nunn заключалась в фотографических наблюдениях спутника или мигающего света на спутнике на фоне звезд. Звезды, положение которых было точно определено, создавали на фотопластинке или пленке основу для определения точных направлений от станции к спутнику. Работы по геодезическому позиционированию с помощью камер обычно выполнялись одной камерой, наблюдающей одновременно с одной или несколькими другими камерами. Системы камер зависят от погоды, и это одна из основных причин, по которой они вышли из употребления к 1980-м годам.

#### Лазерное наблюдение ИСЗ
В спутниковой лазерной дальнометрии (СЛД) глобальная сеть наблюдательных станций измеряет время полета сверхкоротких импульсов света до спутников, оснащенных ретрорефлекторами. Это обеспечивает мгновенные измерения дальности с миллиметровой точностью, которые могут быть накоплены для получения точных параметров орбиты, параметров гравитационного поля (по возмущениям орбиты), параметров вращения Земли, приливных деформаций Земли, координат и скоростей станций СЛР и других существенных геодезических данных. Спутниковая лазерная дальнометрия — проверенный геодезический метод с большим потенциалом для внесения важного вклада в научные исследования Земли, атмосферы, океанов. Это самый точный из существующих на сегодняшний день методов определения геоцентрического положения спутника Земли, позволяющий точно калибровать радарные альтиметры и отделять долгосрочный дрейф приборов от секулярных изменений в топографии поверхности океана. Спутниковая лазерная дальнометрия вносит вклад в определение международных наземных систем отсчета, предоставляя информацию о масштабе и начале отсчета, так называемые координаты геоцентра.

### Методы Космос-Земля

#### Альтиметрия
В спутниках Seasat (1978) и TOPEX/Poseidon (1992—2006) были использованы современные двухдиапазонные радарные высотомеры для измерения высоты земной поверхности (моря, льда и суши) с борта космического аппарата. Проект Jason-1 стартовал в 2001 году, Jason-2 — в 2008 году, а Jason-3 — в январе 2016 года. Эти измерения в сочетании с орбитальными элементами (возможно, дополненными GPS) позволяют определить рельеф местности. Две разные длины используемых радиоволн позволяют высотометру автоматически корректировать задержки в ионосфере.
Космические радарные высотометры оказались превосходным инструментом для картографирования рельефа океанской поверхности — холмов и долин морской глади. Эти приборы посылают микроволновый импульс к поверхности океана и регистрируют время, необходимое для его возвращения. Микроволновый радиометр корректирует любую задержку, которая может быть вызвана водяным паром в атмосфере. Также необходимы другие поправки для учёта влияния электронов в ионосфере и сухой массы воздуха в атмосфере. Сочетание этих данных с точным местоположением космического аппарата позволяет определить высоту поверхности моря с точностью до нескольких сантиметров (около одного дюйма). Сила и форма возвращающегося сигнала также дает информацию о скорости ветра и высоте океанских волн. Эти данные используются в океанических моделях для расчета скорости и направления океанических течений, а также количества и местоположения тепла, хранящегося в океане, что, в свою очередь, позволяет выявить глобальные изменения климата.

#### Лазерная альтиметрия
Лазерный высотомер использует время полета луча света в оптическом или инфракрасном диапазоне волн для определения высоты космического аппарата или, наоборот, рельефа местности. Примеры: ICESat, MOLA.

#### Радарная альтиметрия
Радарный (также называют радио-) высотометр использует время полета микроволнового импульса между спутником и поверхностью Земли для определения расстояния между космическим аппаратом и поверхностью. Из этого расстояния или высоты удаляются местные поверхностные эффекты, такие как приливы, ветры и течения, чтобы получить высоту спутника над геоидом. При наличии точной эфемериды для спутника геоцентрическое положение и эллипсоидная высота спутника доступны для любого заданного времени наблюдения. Тогда можно вычислить высоту геоида, вычитая измеренную высоту из эллипсоидальной высоты. Это позволяет непосредственно измерять геоид, поскольку поверхность океана точно повторяет геоид.[3]: 64 Разница между поверхностью океана и фактическим геоидом дает топографию поверхности океана. Примеры: Seasat, Geosat, TOPEX/Poseidon, ERS-1, ERS-2, Jason-1, Jason-2, Envisat, SWOT (satellite).

#### Интерферометрический радар с синтезированной апертурой (InSAR)
Интерферометрический радар с синтезированной апертурой (InSAR) — это радарный метод, используемый в геодезии и дистанционном зондировании. Этот геодезический метод использует два или более изображений, полученных с помощью радара с синтезированной апертурой (SAR), для создания карт деформации поверхности или цифровых высот, используя разницу в фазе волн, возвращающихся на спутник. Метод потенциально может измерять изменения деформации в сантиметровом масштабе за период времени от нескольких дней до нескольких лет. Она находит применение в геофизическом мониторинге опасных природных явлений, например, землетрясений, вулканов и оползней, а также в строительной инженерии, в частности, в мониторинге просадок и устойчивости конструкций.

### Методы Космос-Космос

#### Гравитационная градиометрия
Гравитационный градиометр может самостоятельно определять компоненты вектора силы тяжести в режиме реального времени. Гравитационный градиент — это просто пространственная производная вектора силы тяжести. Градиент можно представить как скорость изменения компонента вектора гравитации, измеренную на небольшом расстоянии. Следовательно, градиент можно измерить, определив разницу в силе тяжести в двух близких, но разных точках. Этот принцип воплощен в нескольких последних приборах с подвижной базой. Гравитационный градиент в точке является тензором, так как он представляет собой производную от каждой компоненты вектора гравитации, взятой по каждой чувствительной оси. Таким образом, значение любой составляющей вектора силы тяжести может быть известно на всем пути следования транспортного средства, если гравитационные градиентометры включены в систему и их выходы интегрируются системным компьютером. Точная гравитационная модель будет вычисляться в режиме реального времени, и будет доступна непрерывная карта нормальной гравитации, высоты и аномальной гравитации.

#### Межспутниковое слежение
В этом методе спутники отслеживают другие спутники. Существует ряд вариаций, которые могут использоваться для конкретных целей, таких как исследование гравитационного поля и установление орбиты.
- Высотный спутник может выступать в качестве ретранслятора от наземных станций слежения к низкому спутнику. Таким образом, можно наблюдать за низковысотными спутниками, когда они недоступны для наземных станций. При таком способе слежения сигнал, генерируемый станцией слежения, принимается спутником-ретранслятором и затем ретранслируется на спутник меньшей высоты. Затем этот сигнал возвращается на наземную станцию по тому же пути.
- Два низколетящих спутника могут следить друг за другом, наблюдая взаимные колебания орбит, вызванные неоднородностями гравитационного поля. Ярким примером этого является GRACE.
- Несколько высотных спутников с точно известными орбитами, например спутники GPS, могут быть использованы для фиксации положения низковысотного спутника.

Эти примеры представляют собой лишь некоторые из возможностей применения межспутникового слежения. Впервые были собраны и проанализированы данные межспутникового слежения в конфигурации «высокий-низкий» между ATS-6 и GEOS-3. Эти данные были изучены с целью оценки их потенциала для уточнения орбиты и гравитационной модели.

## Системы координат, применяемые в космической геодезии

### По назначению
- звёздные,
- земные

### По расположению начал отсчёта
- геоцентрические,
- квазигеоцентрические,
- топоцентрические

#### По виду координатных осей
- прямоугольные (на плоскости и в пространстве),
- криволинейные (например, сферическая система координат-долгота, широта, радиус-вектор)

## Фундаментальное уравнение космической геодезии
Фундаментальное уравнение космической геодезии представляет собой векторное уравнение, связывающие координаты пункта земной поверхности в общеземной геоцентрической системе координат с координатами искусственного спутника земли (ИСЗ) в общеземной геоцентрической системе координат и топоцентрической системе координат.
{\displaystyle {\vec {r}}={\vec {R}}+{\vec {r}}'}
Где {\displaystyle {\vec {r}}} — радиус-вектор ИСЗ в геоцентрической системе координат, {\displaystyle {\vec {r}}'} — радиус-вектор ИСЗ в топоцентрической системе координат, {\displaystyle {\vec {R}}} — радиус-вектор пункта земной поверхности в геоцентрической системе координат.